# Ahmad II (Samanides)
Ahmad II (mort le 12 janvier 914) a été émir des Samanides de 907 à 914. Il est le fils d'Ismaïl Ier.
Ahmad devient émir à la mort de son père en 907. Peu de temps après, il reçoit des droits sur le Sistan, le cœur du royaume saffaride, par le Calife al-Muqtadir. Les luttes internes Saffarides rendent la conquête plus facile. L'armée d'Ahmad partent de Farâh vers Bust, où ils rencontrent une faible résistance. À la même époque, le général turc d'Ahmad Simjur al-Dawati reçoit la capitulation de Zarandj par Mu'addal. La conquête sur les Saffarides achevée (911), Ahmad nomme son cousin Mansur ibn Ishaq comme gouverneur du Sistan durant la même année. Les Samanides capturent aussi un rebelle du Califat, Sebük-eri, qu'ils envoient à Bagdad.
La politique de taxation oppressive de Mansur provoque une révolte au Sistan un an après sa nomination. La garnison de Zarandj est détruite, et Mansur est capturé. Amr ibn Ya'qub, un Saffaride est installé d'abord comme une marionnette pour les chefs de la rébellion, puis comme un émir dans ses propres droits. Cependant une armée samanide sous le contrôle de Husain ibn 'Ali Marvarrudhi restaure le contrôle des Samanides sur la région. 'Amr est envoyé à Samarcande tandis que les autres chefs rebelles sont tués. Simjur al-Dawati est alors installé en tant que gouverneur du Sistan. Mais le Tabaristan et Gorgan se révoltent aussitôt contre l'autorité Samanide. Ahmad est tué avant de pouvoir faire quelque chose pour remédier à la situation. Il est décapité dans son sommeil par quelques-uns de ses esclaves dans sa tente près de Boukhara (janvier 914). Ahmad est devenu impopulaire parmi ses sujets à cause de son ordre de changer la langue de la cour du persan à l'arabe, après sa mort cet ordre est aussitôt abrogé.
Son jeune fils Nasr lui succède à sa mort en 914.